# Longitarsus australis
Longitarsus australis is een keversoort uit de familie bladkevers (Chrysomelidae). De wetenschappelijke naam van de soort werd in 1874 gepubliceerd door Étienne Mulsant en Claudius Rey.